# Fox Lake (Illinois)
Pour les articles homonymes, voir Fox Lake.
Fox Lake est un village des comtés de Lake et McHenry dans l'Illinois, aux États-Unis. Situé en limite des deux comtés, il est incorporé le 13 avril 1907.

## Démographie
Lors du recensement de 2010, le village comptait une population de 10 579 habitants. Elle est estimée, en 2016, à 10 554 habitants.

## Source de la traduction
- (en) Cet article est partiellement ou en totalité issu de l’article de Wikipédia en anglais intitulé « Fox Lake, Illinois » (voir la liste des auteurs).